# ルナ・オービター4号
ルナ・オービター4号はNASAによって1967年に打ち上げられた月探査衛星。これ以前のルナ・オービター計画でアポロ計画のための地図と降下場所の選定という要求は達成されていたため、これまでの機体とは異なった設計をされた。「自然、起源、形成、科学的知識を増加させるための月面構造の広域系統的写真観測行い、より詳しい科学研究のための場所選定とその後の降下や着陸のための基礎に役立てる」ことを目的としていた。また月面測量、放射線量、流星塵衝突などのデータを集めるための装置が搭載されていた。ルナ・オービター4号は月への軌道を進み、さらに極軌道に近い軌道傾斜角85.5度の軌道に、2706×6111kmの楕円軌道、軌道周期おおよそ12時間で月周回軌道に投入され、データの収集を行った。

## 観測
最初の画像が1967年5月11日に送られた後、機体は次々と不運な問題に行き当たった。まず、カメラのサーマルドアに関する問題が発生し、開閉に関する司令にうまく応答しなくなった。ドアが閉まったままで観測が行えなくなる恐れから、ドアはあけたままにされることになったが、これによって光の漏れによるカメラの故障を防ぐために軌道のどの位置でも本来なら必要のない姿勢維持操作が要求された。5月13日、光漏れによっていくらかのフィルムがダメージを受けているらしいことが確認され、ドアの部分的な閉鎖が試験された。また、低い温度によって発生した水分の凝縮によるものと考えられるレンズの曇りが発生、その後姿勢の変更によってカメラの温度が上昇すると曇りは解消された。5月20日から映像読み出し機構の動静に関する問題が発生し、これが継続したことから、5月26日には画像の収集ミッションを終えることが決定された。読み出し機構の不調にもかかわらず、すべての画像が読み取られ、送信された。結局1967年の5月11日から26日にかけて写真データが得られ、読み出しは1967年の6月1日まで行われた。この後、次回のルナ・オービター5号計画にむけて軌道データを集めるために軌道は低下させられた。
合計419枚の高解像度画像と、127枚の中解像度画像が得られ、58-134mの解像度によって月面の地球側の99%が撮影された。また、他の装置のデータ収集も十分に行われた。放射線データから、太陽粒子現象によって生成する低エネルギー陽子によって放射線量が増加することも分かった。その後、宇宙機は月面への衝突まで追跡目的に使われた。ルナ・オービター4号は1967年10月31日までに自然に軌道崩壊を起こし月面座標西経22度から30度の位置に墜落した。

## 装置
| 月面写真研究           | アポロやサーベイヤーの着陸地点の評価 |
| 流星塵測定器           | 月環境での流星塵の探知               |
| セシウム・ヨウ素線量計 | 月までと月近郊での放射線環境の調査   |
| 月面測量装置           | 月の重力場と物理的性質の調査         |

## 註
1. ↑  “ルナ・オービタ”. 宇宙情報センター.   JAXA. 2012年1月14日閲覧。